# 24 maj
24 maj är den 144:e dagen på året i den gregorianska kalendern (145:e under skottår). Det återstår 221 dagar av året.

## Återkommande bemärkelsedagar

### Nationaldagar
- Bermudas nationaldag (ursprungligen drottning Viktorias födelsedag, numera en dag för att uppmärksamma Bermudas historia och kultur)
- Eritreas nationaldag (till minne av självständigheten från Etiopien 1993)

## Namnsdagar

### I den svenska almanackan
- Nuvarande – Ivan och Vanja
- Föregående i bokstavsordning
  - Ester – Namnet förekom under 1600-talet både på dagens datum och på 6 juli. På 1790-talet fanns det på 24 oktober, men utgick sedan. 1901 infördes det på 31 mars och har funnits där sedan dess.
  - Ivan – Namnet infördes 1986 på 31 januari. 1993 flyttades det till dagens datum och har funnits där sedan dess.
  - Ragnvald – Namnet infördes på dagens datum 1901, men flyttades 1993 till 15 juli, där det har funnits sedan dess.
  - Ragnvi – Namnet infördes på dagens datum 1986, men utgick 1993.
  - Ragnvor – Namnet infördes, liksom Ragnvi, på dagens datum 1986, men utgick, liksom det, 1993.
  - Rogatius – Namnet fanns, till minne av en gallisk martyr, som, tillsammans med sin bror Donatianus blev halshuggen i Nantes på 300-talet, även i formen Rogatianus, på dagens datum fram till 1901, då det utgick.
  - Vanja – Namnet infördes 1986 på 22 januari. 1993 flyttades det till 8 april och 2001 till dagens datum.
  - Yvonne – Namnet infördes 1986 på 11 februari. Det flyttades till dagens datum 1993 och 2001 till 29 maj.
- Föregående i kronologisk ordning
  - Före 1901 – Rogatius eller Rogatianus och Ester
  - 1901–1985 – Ragnvald
  - 1986–1992 – Ragnvald, Ragnvi och Ragnvor
  - 1993–2000 – Ivan och Yvonne
  - Från 2001 – Ivan och Vanja
- Källor
  - Brylla, Eva (red.): Namnlängdsboken, Norstedts ordbok, Stockholm, 2000. ISBN 91-7227-204-X
  - af Klintberg, Bengt: Namnen i almanackan, Norstedts ordbok, Stockholm, 2001. ISBN 91-7227-292-9

### Finlandssvenska almanackan
- Nuvarande från 1929[1] – Alarik
- I föregående revideringar[a][2]
  - inga ändringar sedan 1929

## Händelser
- 1086 – Sedan påvestolen har stått tom i ett år väljs Dauferius till påve och tar namnet Viktor III. Han avlider dock redan året därpå.
- 1153 – Vid David I:s död efterträds han som kung av Skottland av sin sonson Malkolm IV.
- 1276 – Ett knappt år efter att Magnus Ladulås har avsatt sin bror Valdemar från den svenska tronen, blir han krönt till Sveriges kung i Gamla Uppsala. Vid kröningen lovar han att så snart som möjligt stadfästa kyrkans rättigheter (skattefrihet) och att inte utkräva några gentjänster av präster eller biskopar.
- 1567 – Den svenske kungen Erik XIV utför ett morddåd, som blir känt som Sturemorden, då flera av de dödade är adelsmän ur släkten Sture. Flera adelsmän sitter fängslade på Uppsala slott, eftersom Erik misstänker att de vill störta honom, men han förekommer rättegången, då hans galenskap ger sig till känna, genom att han beger sig ner i fängelsehålorna och ber Nils Svantesson Sture om förlåtelse, men därefter dödar honom genom att sticka ner honom med dolk. Han beordrar sedan sina drabanter att döda de andra fångarna Svante Sture den yngre, Erik Sture, Abraham Gustafsson Stenbock och Ivar Ivarsson (Liljeörn), varpå han lämnar slottet och försvinner till skogs. Enligt legenden ska han dock ha beordrat vakterna att ”skona herr Sten”, varför de ska ha låtit både Sten Eriksson (Leijonhufvud) och Sten Axelsson Banér leva. Kungens gamle lärare Dionysius Beurræus försöker lugna honom, men han blir då också nerstucken av drabanterna på kungens befallning, innan han försvinner. Kungen återfinns dagen därpå irrande i skogen vid Alsike.
- 1626 – Den nederländske kaptenen Peter Minuit köper ön Manhattan på den nordamerikanska kusten av den lokala indianstammen (antingen Lenape eller Shinnecock) för 60 gulden (i nutida valuta 24 dollar). Holländarna har sedan några år grundat staden Nya Amsterdam på ön, vilken britterna döper om till New York, när de några år senare erövrar ön och staden.
- 1844 – Den amerikanske uppfinnaren Samuel Morse, som redan tio år tidigare har lyckats skapa en elektrisk telegraf, för att snabbt skicka meddelanden över långa sträckor, har året före fått i uppdrag att bygga en experimenttelegraflinje mellan Washington, D.C. och Baltimore och denna dag skickar han världens första telegram på linjen. Meddelandet lyder ”What hath God wrought?” och är ett citat från Fjärde Moseboken ur Bibeln.
- 1883 – Hängbron Brooklynbron, som sammanbinder Brooklyn med Manhattan i New York, invigs efter 14 års byggtid. Den är vid invigningen världens största hängbro och den första i världen, som använder stålvajrar.
- 1909 – Sveriges riksdag beslutar att staten ska avsätta mark till nio nationalparker, som ska vara markområden, där mark, växt- och djurliv inte får exploateras, utan ska lämnas orörda. Abisko nationalpark, Garphyttans nationalpark, Hamra nationalpark, Pieljekaise nationalpark, Sareks nationalpark, Stora Sjöfallets nationalpark, Sonfjället, Ängsö nationalpark och en del av Gotska Sandön blir Sveriges och även Europas första nationalparker och idag (2025) är antalet utökat till 29 stycken.
- 1919 – Den svenska regeringen beslutar under statsminister Nils Edéns ledning att införa allmän och lika rösträtt för män och kvinnor i Sverige för val till riksdagens andra kammare. Därmed är kampen för kvinnlig rösträtt nästan över, men eftersom detta är en grundlagsändring måste beslutet ske två gånger med val emellan, så det slutliga införandet beslutas först den 26 januari 1921. Den 12 september samma år hålls det första svenska riksdagsvalet med allmän och lika rösträtt.
- 1935 – Den svenske kronprinsen Gustaf (VI) Adolfs dotter Ingrid gifter sig i Storkyrkan i Stockholm med den danske kronprinsen Fredrik (IX). 1940 blir de föräldrar till Margrethe (II), som så småningom kommer att bli Danmarks regerande drottning, och 1947 blir de Danmarks kungapar.
- 1940 – Den rysk-amerikanske uppfinnaren Igor Sikorsky genomför världens första flygning med en enkelrotorförsedd helikopter, vilken han har färdigkonstruerat i september året före. Inom några få år börjar det amerikanska försvaret intressera sig för uppfinningen och snart kan helikoptern börja massproduceras.
- 1941 – Under den brittiska jakten på det tyska slagskeppet Bismarck blir slagkryssaren HMS Hood från 1918 sänkt och slagskeppet HMS Prince of Wales från 1939 allvarligt skadat i Danmarkssundet väster om Island. Av 2 300 ombordvarande matroser på Hood överlever endast ett 100-tal och Prince of Wales sänks ett halvår senare.
- 1956 – Musiktävlingen Eurovision Song Contest, dit länder som deltar i tv-samarbetet Eurovision får skicka sångbidrag, sänds för första gången och äger rum i schweiziska Lugano. Det är också det schweiziska bidraget ”Refrain”, framfört av Lys Assia som vinner tävlingen, där 14 länder deltar. Tävlingen blir sedan ett årligen återkommande evenemang, som numera (2025) har vuxit till att omfatta de flesta länder i Europa, några utanför världsdelen och numera avgörs i två semifinaler och en final.
- 1968 – Studenter i vid Stockholms universitet inleder en ockupation av sitt eget kårhus, vilken pågår till den 27 maj och är ett led i den svenska delen av den så kallade Majrevolten, som har inletts i Paris tidigare samma månad. Ockupationen sker i protest mot  Universitetskanslersämbetets förslag till ny studieordning, med fasta studiegångar vid universiteten. Sveriges dåvarande utbildningsminister Olof Palme kommer till kåren, för att försöka förhandla med studenterna, men misslyckas. Tre dagar senare avbryts ockupationen, sedan polisen har stoppat tillförseln av mat till kårhuset, men den nya studieordningen förblir en politisk stridsfråga i flera år framåt.
- 1971 – Ishockeyklubbarna Husqvarna IF och Vätterstads IF slås samman och bildar ishockeylaget HV71 (namnet taget efter initialerna i de gamla klubbarna och årtalet) och den 3 oktober samma år spelar det nya laget sin första match (mot Nybro IF). Idag (2025) är det ett av Sveriges etablerade elitlag och har blivit svenska mästare för herrar fem gånger (1995, 2004, 2008, 2010 och 2017).
- 1993 – Eritrea blir självständigt från Etiopien.[3] Landet har utropat sin självständighet redan 1991, men den erkänns av Etiopien först nu, sedan en folkomröstning i frågan har gett stor majoritet för självständighet.
- 2022 – En skolskjutning äger rum i Uvalde i Texas. 21 personer, varav 19 barn, mördas.

## Födda
- 1686 – Daniel Gabriel Fahrenheit, tysk-nederländsk fysiker, mest känd för Fahrenheittemperaturskalan
- 1693 – Fredrik Trolle, svensk lanthushållare, politiker och fideikommissarie
- 1743 – Jean Paul Marat, fransk författare och revolutionär
- 1759 – Wilhelm Friedrich Ernst Bach, tysk kompositör och musikpedagog
- 1799 – Erik Jacob Mauritz Fahlmark, svensk sjöofficer
- 1804 – Henry H. Crapo, amerikansk republikansk politiker, guvernör i Michigan 1865–1869
- 1816 – Emanuel Leutze, tysk-amerikansk målare
- 1819 – Viktoria, regerande drottning av Storbritannien 1837–1901
- 1859 – Frans Enwall, svensk skådespelare
- 1860 – Otto Liebe, dansk politiker, Danmarks statsminister 1920
- 1869 – Gerda Ahlm, svensk-amerikansk konstnär
- 1870
  - Gunnar Klintberg, svensk skådespelare, regissör och manusförfattare
  - Jan Smuts, sydafrikansk general och politiker, Sydafrikas premiärminister 1919–1924 och 1939–1948
- 1899
  - Henri Michaux, belgisk författare och målare
  - Suzanne Lenglen, fransk tennisspelare
- 1905 – Michail Sjolochov, sovjetrysk författare, mottagare av Nobelpriset i litteratur 1965
- 1907 – Leif Reinius, svensk arkitekt
- 1910 – Gunnar Ekwall, svensk skådespelare
- 1914 – Lilli Palmer, tysk-brittisk skådespelare
- 1920 – Friedrich Klausing, tysk militär
- 1923 – Knut Ahnlund, svensk litteraturvetare, översättare och författare, ledamot av Svenska Akademien 1983–2012
- 1925 – Mai Zetterling, svensk skådespelare, manusförfattare och regissör
- 1929 – Ove Kant, svensk filmare, regissör, manusförfattare och skådespelare
- 1933
  - Maj-Britt Lindholm, svensk skådespelare
  - Bengt Martin, svensk författare och skådespelare
- 1935 – Karl-Erik Andersén, svensk skådespelare och dramapedagog
- 1937 – Archie Shepp, amerikansk jazzsaxofonist
- 1940 – Joseph Brodsky, rysk-amerikansk författare, mottagare av Nobelpriset i litteratur 1987
- 1941 – Bob Dylan, amerikansk sångare, musiker och låtskrivare, mottagare av Nobelpriset i litteratur 2016
- 1942 – Fraser Stoddart, brittisk kemist, mottagare av Nobelpriset i kemi 2016
- 1943 – Gary Burghoff, amerikansk skådespelare, mest känd i rollen som Radar i tv-serien M*A*S*H
- 1945 – Priscilla Presley, amerikansk skådespelare, gift med Elvis Presley 1967–1973
- 1946
  - Thomas Nordahl, svensk fotbollsspelare och tv-programledare
  - Irena Szewińska, polsk friidrottare
- 1949
  - Jim Broadbent, brittisk skådespelare
  - Steve Cohen, amerikansk demokratisk politiker, kongressledamot 2007–
- 1953 – Alfred Molina, brittisk skådespelare
- 1954
  - Doug Lamborn, amerikansk republikansk politiker
  - Göran Thorell, svensk skådespelare
- 1959 – Pelle Lindbergh, svensk ishockeyspelare
- 1960
  - Charlie Dent, amerikansk republikansk politiker
  - Kristin Scott Thomas, brittisk-fransk skådespelare
  - Nahid Persson Sarvestani, svensk-iransk journalist och dokumentärfilmare
- 1962 – Gene Anthony Ray, amerikansk skådespelare och dansare
- 1963 – Ivan Capelli, italiensk racerförare
- 1964 – Erik Lindh, svensk bordtennisspelare och -tränare, mottagare av Svenska Dagbladets guldmedalj 1989
- 1965 – John C. Reilly, amerikansk skådespelare
- 1966 – Eric Cantona, fransk fotbollsspelare
- 1969 – Urban Björstadius, svensk journalist
- 1970 – Bo Hamburger, dansk tävlingscyklist
- 1973
  - Jill Johnson, svensk countrysångare
  - Vladimír Šmicer, tjeckisk fotbollsspelare
- 1974
  - Jens Lapidus, svensk advokat och författare
  - Ruslana Lyzjitjko, ukrainsk sångare med artistnamnet Ruslana, vinnare av Eurovision Song Contest 2004
  - Dash Mihok, amerikansk skådespelare
- 1976 – Terrance Quaites, amerikansk R&B-sångare med artistnamnet TQ
- 1977
  - Jenny Engwall, svensk fotbollsspelare
  - Cinzia Ragusa, italiensk vattenpolospelare
- 1978 – Johan Holmqvist, svensk ishockeymålvakt
- 1979 – Tracy McGrady, amerikansk basketspelare
- 1989 – Sam Kessel, svensk skådespelare

## Avlidna
- 1089 – Lanfranc, romersk-katolsk biskop och teolog, ärkebiskop av Canterbury
- 1153 – David I, omkring 69, kung av Skottland sedan 1124
- 1212 – Dagmar av Böhmen, Danmarks drottning sedan 1205
- 1543 – Nicolaus Copernicus, 70, polsk astronom
- 1567
  - Mördade under Sturemorden:
    - Svante Sture den yngre, 50, svensk greve och friherre, riksmarsk
    - Nils Svantesson Sture, 23, svensk diplomat och krigare
    - Erik Sture, 21, svensk adelsman
    - Abraham Gustafsson Stenbock, svensk adelsman
    - Ivar Ivarsson (Liljeörn), svensk adelsman
    - Dionysius Beurræus, svensk läkare, riksråd och diplomat
- 1571 – Gustaf Olofsson (Stenbock) till Torpa, svensk friherre och riksråd, lagman i Västergötland samt riksmarsk
- 1612 – Robert Cecil, 48, engelsk statsman
- 1833 – John Randolph, 59, amerikansk politiker och diplomat, senator för Virginia
- 1837 – Gustaf Lagerbielke, 60, svensk hovkansler och statsråd, ledamot av Svenska Akademien
- 1895 – Hugh McCulloch, 86, amerikansk republikansk politiker, USA:s finansminister
- 1907 – John Patton, 56, amerikansk republikansk politiker, senator för Michigan
- 1909 – Karl Henrik Karlsson, 52, svensk medeltidshistoriker
- 1918 – Harriet Löwenhjelm, 31, svensk konstnär och lyriker
- 1940 – Clarence W. Watson, 76, amerikansk demokratisk politiker och industrialist, senator för West Virginia
- 1945
  - Robert von Greim, 52, tysk flygmilitär
  - Franz Ziereis, 39 tysk SS-officer, kommendant i koncentrationslägret Mauthausen
- 1957 – Anna Gräber, 69, svensk skådespelare, opera- och operettsångare samt sångpedagog
- 1959
  - Emmy Albiin, 85, svensk skådespelare
  - John Foster Dulles, 71, amerikansk republikansk politiker, senator för New York, USA:s utrikesminister
- 1962 – Kjeld Petersen, 41, dansk skådespelare
- 1967 – Géza Lakatos, 77, ungersk militär och politiker, Ungerns premiärminister
- 1971 – Thomas J. Dodd, 64, amerikansk politiker, senator för Connecticut
- 1974 – Edward Ellington, 75, jazzpianist, kompositör och orkesterledare med artistnamnet Duke Ellington
- 1980 – Pascoal Carlos Magno, 74, brasiliansk författare
- 1984 – John Sandling, 76, svensk skådespelare
- 1990 – Kawdoor Sadananda Hegde, 80, indisk jurist och politiker, talman i parlamentskammaren Lok Sabha
- 1991 – Gene Clark, 46, amerikansk sångare, gitarrist och låtskrivare, medlem i gruppen The Byrds
- 1993 – Carl Billquist, 60, svensk skådespelare
- 1995 – Harold Wilson, 79, brittisk politiker, Storbritanniens premiärminister 1964–1970 och 1974–1976
- 1997 – Peter Rangmar, 40, svensk revyartist, sångare, skådespelare och komiker, medlem i humorgruppen Galenskaparna och After Shave
- 2001 – Johannes Bergh, 68, norsk jazzhistoriker, musikproducent och journalist.
- 2003 – Rachel Kempson, 92, brittisk skådespelare
- 2004 – Victor Martyn, 80, brittisk-svensk illusionist och jonglör med artistnamnet Topper Martyn
- 2010 – Paul Gray, 38, amerikansk musiker, medlem i metalbandet Slipknot
- 2011 – Arthur Goldreich, 81, sydafrikansk-israelisk abstrakt målare och apartheidmotståndare
- 2014 – Maurizio Mannelli, 84, italiensk vattenpolospelare
- 2019 – Murray Gell-Mann, 89, amerikansk teoretisk fysiker, mottagare av Nobelpriset i fysik 1969
- 2023 – Tina Turner, 83, amerikansk-schweizisk sångare, låtskrivare och skådespelare.